# حمادة بركات (لاعب كرة قدم)
حمادة بركات (22 أغسطس 1988 بالدار البيضاء في المغرب - ) هو لاعب كرة قدم مغربي في مركز الدفاع. شارك مع منتخب المغرب تحت 18 سنة لكرة القدم. أما مع النوادي، فقد لعب مع نادي المولودية الوجدية ونادي الوداد الرياضي ونادي حسنية أكادير ونادي كاظمة.

## وصلات خارجية
- حمادة بركات على موقع كووورة